# 毛沢東主義国際運動
毛沢東主義国際運動（もうたくとうしゅぎこくさいうんどう、Maoist Internationalist Movement、通称：MIM）は、アメリカ合衆国に基盤を持つ国際的共産主義団体。
マルクス・レーニン・毛沢東主義を標榜していると主張しており、カリフォルニア州ロサンゼルスを本部と見なし、ミシガン州アナーバーから出版物「MIM Note」を発行している。
MIMによると、MIMは「英語圏の帝国主義国家およびその国内植民地、ベルギー、フランス、ケベック州、スペイン語圏のアステカ、プエルトリコおよびアメリカ帝国の植民地に存在し、または現れつつある革命的共産主義政党の集合体」である。

## 歴史
1983年、革命的国際主義運動（Revolutionaly Internationalist Movement、通称：RIM）がハーバード大学の学生によって結成され、当時盛んだった新共産主義運動の諸団体や1969年に分裂したSDSの元メンバーと共に活動した。
1984年、左翼政党のひとつである革命的共産党（RCP）の内部に同名の組織が作られると、RIMは毛沢東主義国際運動へと名を変えた。
1994年に出版されたMIMの文書によると、当初MIMはRCPとの間に密接な関係を持っていたが、思想的・政治的・組織的な問題（毛沢東主義とトロツキー主義の対立など）によって対立し、文書中でも「MIMはRCPのメンバーではない」と書かれている。
結成当初、メンバーの多くが少数民族と女性だったという。